# ヴィープリ (小惑星)
ヴィープリ (2258 Viipuri) は、小惑星帯に位置する小惑星。フィンランドの天文学者ユルィヨ・バイサラがトゥルクで発見した。
1944年のモスクワ休戦条約、1947年のパリ条約でソビエト連邦に割譲されたフィンランドの都市ヴィープリ（現在の名はヴィボルグ）から命名された。